# Miastkowo
Miastkowo est une gmina rurale du powiat de Łomża, Podlachie, dans le nord-est de la Pologne. Son siège est le village de Miastkowo, qui se situe environ 18 km à l'ouest de Łomża et 91 km à l'ouest de la capitale régionale Białystok.
La gmina couvre une superficie de 114,84 km2 pour une population de 4 306 habitants.

## Géographie
La gmina inclut les villages de Bartkowizna, Cendrowizna, Czartoria, Drogoszewo, Gałkówka, Kaliszki, Kolonia Nowogrodzka, Korytki Leśne, Kraska, Kuleszka, Leopoldowo, Łubia, Łuby-Kiertany, Łuby-Kurki, Miastkowo, Naruszczki, Nowosiedliny, Orło, Osetno, Podosie, Rybaki, Rydzewo, Rydzewo-Gozdy, Sosnowiec, Sulki, Tarnowo et Zaruzie.
La gmina borde les gminy de Lelis, Łomża, Nowogród, Rzekuń, Śniadowo, Troszyn et Zbójna.